# Галотан
Галота́н (российское наименование — Фторота́н) — высокоактивное ингаляционное средство для наркоза, используемое самостоятельно (в смеси с воздухом, либо кислородом) или в сочетании с другими наркотическими средствами, главным образом с закисью азота для достижения хирургической стадии наркоза.

## Фармакокинетика
Галотан отличается лёгкой всасываемостью из дыхательных путей и быстрым выделением лёгкими в неизменённом виде; лишь небольшая его часть метаболизируется в организме. Препарат оказывает быстрое наркотическое действие, прекращающееся вскоре после окончания ингаляции.

## Применение
Фторотановый наркоз используют при различных операциях, в том числе полостных (на органах брюшной или грудной полости); у детей и лиц пожилого возраста; у больных бронхиальной астмой. Особенно полезно применение фторотанового наркоза в тех случаях, когда следует избегать возбуждения и напряжения пациента (например, в нейрохирургии, офтальмологии и т. п.). Невоспламеняемость препарата облегчает применение во время операции электро- и рентгеновской аппаратуры.
Для введения в наркоз начинают с подачи фторотана в концентрации 0,5 об. % (с кислородом), затем в течение 1,5—3 мин увеличивают её до 3—4 об. %. Для поддержания хирургической стадии наркоза применяют концентрацию 0,5—2 об. %.
При использовании фторотана сознание выключается обычно через 1—2 мин. после начала вдыхания его паров. Через 3—5 мин. наступает хирургическая стадия наркоза. Спустя 3—5 мин. после прекращения подачи фторотана пациенты начинают пробуждаться. Наркозная депрессия полностью исчезает через 5—10 мин. после кратковременного и через 30—40 мин. после продолжительного наркоза. Возбуждение наблюдается редко и выражено слабо.
Пары фторотана не вызывают раздражения слизистых оболочек. Существенных изменений газообмена при наркозе фторотаном не происходит; артериальное давление обычно понижается, что частично связано с угнетающим влиянием препарата на симпатические ганглии и с расширением периферических сосудов. Тонус блуждающего нерва остаётся высоким, что создаёт условия для брадикардии. В некоторой степени фторотан оказывает депримирующее (угнетающее) действие на миокард. Кроме того, фторотан повышает чувствительность миокарда к катехоламинам: введение адреналина и норадреналина во время наркоза может вызвать фибрилляцию желудочков.
Фторотан не влияет на функцию почек; в отдельных случаях возможны нарушения функции печени с появлением желтухи.
Фторотан удобен для применения при операциях на органах грудной полости, так как не вызывает раздражения слизистых оболочек дыхательных путей, угнетает секрецию, расслабляет дыхательную мускулатуру, что облегчает проведение искусственной вентиляции легких. Фторотановый наркоз может применяться у больных бронхиальной астмой. Особенно показано применение фторотана в случаях, когда необходимо избегать возбуждения и напряжения больного (нейрохирургия, офтальмохирургия и др.).
Фторотан входит в состав так называемой азеотропной смеси, состоящей из двух объёмных частей фторотана и одной объёмной части эфира. Эта смесь оказывает более сильное наркотическое действие, чем эфир, и менее сильное, чем фторотан. Наркоз наступает медленнее, чем при применении фторотана, но быстрее, чем при применении эфира.
При наркозе фторотаном следует точно и плавно регулировать подачу его паров. Надо учитывать быструю смену стадий наркоза. Поэтому фторотановый наркоз проводят при помощи специальных испарителей, расположенных вне системы циркуляции. Концентрация кислорода во вдыхаемой смеси должна быть не ниже 50 %. Для кратковременных операций фторотан иногда применяют также при помощи обычной маски для наркоза. При подаче фторотана на маску в количестве 30—40 капель в минуту, период возбуждения длится около 1 мин, а хирургическая стадия наркоза наступает обычно на 3—5-й минуте. Как правило, начинают с подачи на маску фторотана со скоростью 5—15 капель в минуту, затем подачу быстро увеличивают до 30—50 капель в минуту; для поддержания хирургической стадии наркоза подают 10—25 капель в минуту. Применять фторотан через маску у детей не рекомендуется.
Во избежание побочных явлений, связанных с возбуждением блуждающего нерва (брадикардия, аритмия), больному до наркоза вводят атропин или метацин. Для премедикации предпочтительнее пользоваться не морфином, а промедолом, который меньше возбуждает центры блуждающего нерва.
При необходимости усилить релаксацию мышц предпочтительно назначать релаксанты деполяризующего типа действия (дитилин); при применении препаратов недеполяризующего (конкурентного) типа дозу последних уменьшают против обычной. Концентрация фторотана при использовании миорелаксантов (при управляемом дыхании) не должна превышать 1—1,5 об. %. Ганглиоблокаторы назначают в меньших дозах, так как их действие потенцируется фторотаном.
При наркозе фторотаном в связи с угнетением симпатических ганглиев и расширением периферических сосудов возможна повышенная кровоточивость, что требует тщательного проведения гемостаза, а при необходимости — возмещения кровопотери.
В связи с быстрым пробуждением после прекращения наркоза больные могут ощущать боль, поэтому необходимо раннее применение анальгетиков. Иногда в послеоперационном периоде наблюдается озноб (вследствие расширения сосудов и теплопотери во время операции). В этих случаях больные нуждаются в согревании грелками. Тошнота и рвота обычно не возникают, однако следует учитывать возможность их появления в связи с введением анальгетиков (морфина).
Наркоз фторотаном не следует применять при феохромоцитоме и в других случаях, когда повышено содержание в крови адреналина, при выраженном гипертиреозе. Осторожно надо применять его у больных с нарушениями ритма сердца, при гипотензии, органических поражениях печени. При гинекологических операциях следует учитывать, что фторотан может вызвать понижение тонуса мускулатуры матки и повышенную кровоточивость. Применение фторотана в акушерство-гинекологической практике должно ограничиваться лишь теми случаями, когда релаксация матки является показанной. Под влиянием фторотана понижается чувствительность матки к препаратам, вызывающим её сокращение (алкалоиды спорыньи, окситоцин).
При наркозе фторотаном нельзя применять адреналин и норадреналин во избежание аритмий.
Следует учитывать, что у лиц, работающих с фторотаном, могут развиться аллергические реакции.
Для обеспечения безопасности медицинского персонала, проводящего анестезию с использованием этого вещества, были разработаны специальные фильтры-поглотители.

## Физические свойства
Бесцветная, прозрачная, подвижная, легколетучая жидкость с запахом, напоминающим запах хлороформа, сладким и жгучим вкусом. Плотность 1,865—1,870 г/см3. Температура кипения (перегонки) 49—51 °C. Мало растворим в воде (0,345 %), смешивается с безводным спиртом, эфиром, хлороформом, трихлорэтиленом, маслами. Коэффициент распределения масло/вода 330. Упругость паров при температуре +20 °C равна 241,5 мм рт. ст.
Фторотан не горит и не воспламеняется. Его пары в смеси с кислородом и закисью азота в соотношениях, применяемых для наркоза, взрывобезопасны, что является ценным его свойством при использовании в условиях современной операционной.
Под действием света фторотан медленно разлагается, поэтому его сохраняют в тёмном, прохладном месте, в склянках оранжевого стекла; для стабилизации добавляют тимол (0,01 %).